# François Englert
François Englert (ur. 6 listopada 1932) – belgijski fizyk teoretyk. Laureat Nagrody Nobla w dziedzinie fizyki w 2013 roku, razem z Peterem Higgsem, za przewidzenie cząstki nazwanej nazwiskiem Higgsa.

## Życiorys
Urodził się w rodzinie belgijskich Żydów. Przeżył Holocaust, ukrywając swoje pochodzenie i przebywając w domach dziecka w Dinant, Lustin, Stoumont oraz w Annevoie-Rouillon.
Studia z zakresu inżynierii elektromechanicznej ukończył w 1955 na ULB. W 1959 roku obronił tam doktorat, po czym przez dwa lata pracował na Cornell University. W latach 1964–1998 pracował jako profesor na ULB, zaś od roku 1980 pełnił tam, wraz z Robertem Brout, funkcję kierownika jednostki fizyki teoretycznej. Na emeryturę przeszedł w 1998.
Jest żonaty, ma pięcioro dzieci.

## Wyróżnienia
Za jego prace z zakresu teoretycznej fizyki cząstek elementarnych został wyróżniony w 1982 nagrodą Prix Francqui. W 1997 otrzymał nagrodę Europejskiego Towarzystwa Fizycznego, zaś w 2004 – Nagrodę Wolfa. W 2013 roku otrzymał Nagrodę Księcia Asturii w dziedzinie badań naukowych i techniki. Laureat Nagrody Sakurai przyznawanej przez Amerykańskie Towarzystwo Fizyczne (APS) teoretykom cząstek elementarnych.
Wraz z Peterem Higgsem został uhonorowany nagrodą Nobla w dziedzinie fizyki za przewidzenie teoretyczne i potwierdzenie doświadczalne istnienia bozonu Higgsa, a przez to za wkład w zrozumienie istoty masy materii.
Cztery uczelnie nadały François Englertowi doktorat honoris causa: Université de Mons-Hainaut (2004), Vrije Universiteit Brussel (2005), Université Blaise-Pascal (2013) oraz Uniwersytet Warszawski (2024).